# زمین‌ساخت صفحه‌ای

نگاشت صفحات تکتونیکی جهان در نیمهٔ دوم قرن بیستم میلادی صورت پذیرفت.
صفحه اوراسیا
صفحه هند
صفحه عربستان
صفحه آفریقا
صفحه آمریکای شمالی
صفحه کارائیب
صفحه آمریکای جنوبی
صفحه نازکا
صفحه اسکوشیا
صفحه اقیانوس آرام
صفحه دریای فیلیپین

نموداری که لایه های میانی زمین را نشان می دهد.

زمین‌ساخت صفحه‌ای یا تکتونیک صفحه‌ای (به انگلیسی: Plate tectonics) به بررسی و مطالعهٔ حرکات وسیع‌مقیاس در سنگ‌کُرهٔ (به انگلیسی: لیتوسفر) کُرهٔ زمین می‌پردازد. این نظریه بر اساس نظریهٔ رانش قاره‌ای در نخستین دهه‌های قرن بیستم مطرح شد و پس از اثبات مفهوم گسترش بستر دریا در سال‌های ۱۹۵۰ تا ۱۹۶۰ م توسط بسیاری از زمین شناسان پذیرفته شد.
بر اساس این نظریه، سنگ‌کُره (پوستهٔ کُرهٔ زمین) (به انگلیسی: لیتوسفر) زمین از صفحاتی (به انگلیسی: صفحات تکتونیکی) تشکیل می‌شود که در کل شامل ۷ یا ۸ صفحهٔ اصلی، که در مواردی خود از تعدادی صفحات کوچک تشکیل می‌شوند، ساخته شده‌است.
این صفحات به‌صورت مداوم در حال حرکت هستند و بر اثر برخورد این صفحات پدیده‌هایی همچون زلزله گسل،شکستگی ها، تشکیل کوهها تشکیل درازگودالها و چین خوردگی و دیگر پدیده‌ها حاصل می‌شوند. میزان حرکت این صفحات از کمترین حد ۰ میلی‌متر در سال تا بیشترین حد ۱۰۰ میلی‌متر در سال، بسته به نوع، جایگاه و شرایط آن‌ها تخمین زده می‌شود.
صفحات شکل‌دهندهٔ پوستهٔ زمین به‌طور کل از دو نوع سنگ‌کره‌های اقیانوسی و سنگ‌کره‌های قاره‌ای کلفت‌تر تشکیل می‌شوند که هر نوع پوسته‌های خاص خود را دارند.
صفحات پوستهٔ زمین (به انگلیسی: تکتونیک) به این دلیل قابلیت حرکتی دارند که سنگ‌کُره‌های پوشانندهٔ سطح زمین دارای جِرم حجمی و نیروی بیشتری در مقایسه با لایه‌های زیرینِ خود به نام سست‌کُره هستند.
از این دانش برای مطالعهٔ نحوهٔ رخداد زلزله، زمین‌شناسی مهندسی و مطالعهٔ مخازن نفت و گاز استفاده می‌شود.
مفهوم زمین‌ساخت همچنین برای گفتگو دربارهٔ حرکت آهستهٔ صفحه‌ها به‌کار می‌رود، که در آن مورد به آن بیشتر زمین‌ساخت صفحه‌ای یا رانش قاره‌ای گفته می‌شود. زمین‌ساخت همچنین به مباحث زلزله، صفحات قاره‌ای و پدیده‌هایی از این دست می‌پردازد.

## صفحه‌های زمین

### صفحه‌های اصلی
۷ صفحه اصلی وجود دارد که لیست آن را به ترتیب وسعت در زیر مشاهده می‌کنید.
1. صفحه اقیانوس آرام، مساحت: ۱۰۳٬۳۰٬۰۰۰km²
2. صفحه آمریکای شمالی، مساحت: ۷۵٬۹۰٬۰۰۰km²
3. صفحه اوراسیا، مساحت: ۶۷٬۸۰٬۰۰۰km²
4. صفحه آفریقا، مساحت: ۶۱٬۳۰٬۰۰۰km²
5. صفحه جنوبگان، مساحت: ۶۰٬۱۰٬۰۰۰km²
6. صفحه هند، مساحت: ۵۸٬۰۰٬۰۰۰km²
7. صفحه آمریکای جنوبی، مساحت: ۴۳٬۶۰٬۰۰۰km²

### صفحه‌های کوچک‌تر
1. صفحه نازکا، مساحت: ۵٬۵۰۰٬۰۰۰km²
2. صفحه دریای فلیپین، مساحت: ۵٬۵۰۰٬۰۰۰km²
3. صفحه دریای عربی، مساحت: ۵٬۰۰۰٬۰۰۰km² یکی از ۳ صفحهٔ هند، عربستان و آفریقا است که صفحهٔ قاره‌ای را تشکیل داده‌اند.
4. صفحه کارائیب، مساحت: ۳٬۳۰۰٬۰۰۰km²
5. صفحه کوکوس، مساحت: ۲٬۹۰۰٬۰۰۰km²
6. صفحه کارولین، مساحت: ۱٬۷۰۰٬۰۰۰km²
7. صفحه اسکاشیا، مساحت: ۱٬۶۰۰٬۰۰۰km²
8. صفحه برمه، مساحت: ۱٬۱۰۰٬۰۰۰km²
9. صفحه جزایر هیبرید (واقع در غرب اسکاتلند)، مساحت: ۱٬۱۰۰٬۰۰۰km²